# Якобсон, Арон Шалвович
Якобсон, Арон Шалвович (21 мая 1958, Тбилиси, Грузинская ССР — 27 января 2018, Бат-Ям, Израиль) — художник-живописец, внесший вклад в современное еврейское национальное искусство.

## Биография
Жил и работал в Тбилиси. Репатриировался в Израиль в 1993. Родился в еврейской семье в течение нескольких веков проживавшей в Грузии. Получил имя в честь своего деда Аарона Якобашвили. Отслужив два года в советской армии, начал учиться живописи в мастерской художника Шалвы Матуашвили, затем продолжил обучение у грузинского художника Джибсона Хундадзе. С 1986 по 1992 студент факультета живописи Тбилисской академии художеств. В художественных кругах столицы Грузии был известен как Темур Якобашвили (Якобашвили, в переводе с грузинского, значит то же, что и Якобсон, то есть — сын Яакова). Участвует в выставках с 1982. С 1989 работает в основном на еврейскую тематику. Живёт в городе Бат-Ям. Мастерская художника находятся в Цфате, Израиль.
- Один из основателей и участников группы авангардного искусства «Десятый этаж», 1986—1989. В разные годы в эту группу входило от шести до пятнадцати тбилисских художников занятых поиском новых авангардных средств художественного выражения. В начале своей деятельности мастерская группы размещалась на десятом этаже здания Тбилисской академии художеств, а потом в помещении художественных мастерских Тбилисского драматического театра им. Котэ Марджанишвили.
- Художественный директор мультимедийного проекта «Третий храм», 1996—1998.
- Главный художник проекта «Хирия» по созданию культурно-развлекательного центра на горе Хирия в городе Холон, 1998—1999.
- Художественный директор издательства «Алия из Грузии» с 2000 по настоящее время.
- Участник и член редакционной коллегии проекта «Еврейские художники» с 2008. В рамках этого проекта, который осуществляет известный деятель еврейского культурного движения в СССР, создатель подпольного Музея современного еврейского искусства в Москве Александр Фильцер, изданы восемь книг, в которых воспроизведены более тысячи трехсот произведений 170 еврейских художников.
- Документальный фильм американского кинорежиссёра Ичи (Ицхака) Херца «Жизнь удивительна» («Life Is Strange»), 2011. Работая над фильмом Ичи Херц искал художника, работы которого могли бы передать настроение и суть еврейского взгляда на мир, и остановился на картинах Якобсона. Фильм анализирует как детство еврейских детей, живших в довоенной восточной Европе, повлияло на их дальнейшую судьбу.
- Настенная роспись в синагоге «Абуав», построенной в XVI веке. Синагога находится в городе Цфат, Израиль. Тема росписи «Гробница Рахели», 2014 год.

## Музеи, выставки

### Музеи
Картины и графика Якобсона находятся в собраниях:
- Государственный музей искусств Грузии, который известен как Музей изобразительных искусств им. Шалва Амиранашвили;
- Грузинский этнографический музей;
- Музей современного искусства во Франкфурте-на-Майне, Германия;
- Музей современного еврейского искусства в Москве. Вначале подпольный, а затем неофициальный еврейский музей, был открыт в Москве с 1977 по 1999 год.

### Избранные выставки
1. Выставка группы художников «Десятый этаж», «Карвасала», Тбилиси, 1986.
2. Выставка произведений Т. Якобашвили и З. Гомелаури, Дом работников
искусств, Тбилиси, 1987.
3. Выставка группы художников «Десятый этаж», Центральный Дом Художника, Тбилиси, 1987.
4. Выставка произведений Темура Якобашвили и Зураба Гомелаури, Талин, Эстония, 1988.
5. Выставка четырёх тбилисских художников, Центральный Дом Художника,
Тбилиси, 1989.
6.Выставка произведений грузинских художников, Монтрекс, Швейцария, 1989.
7. Выставка произведений Т. Якобашвили и З. Гомелаури, Центральный Дом Художника, Тбилиси, Грузия, 1989.
8. Персональная выставка, «Белая галерея», Тбилиси, 1990.
9. Персональная выставка, «Новая галерея», Тбилиси, 1990.
10. Выставка произведений грузинских художников, Бриндиси, Италия, 1990
11. Выставка произведений Темура Якобашвили и Зураба Гомелаури, «Томас Галлери», Франкфурт-на-Майне, Германия, 1991
12. Выставка группы художников «Десятый этаж», Государственный музей искусств Грузии, Тбилиси, 1992
13. «Тбилисские художники», «Бип», Москва и «Арт-бизнес», Тбилиси, Москва, 1992
14. «Еврейские художники — детям», Центральный Дом Художника, Москва, 1992
15. Персональная выставка, Тбилисский этнографический музей, 1992
16. Персональная выставка, «Мерказ мифлегет Авода», Тель-Авив, 1996
17. «Абстрактное искусство XX века» из собрания Фонда Колодзей, Государственный Русский музей, Петербург, 2001
18. Персональная выставка «Картины Темура Якобашвили из грузинских коллекций», «Старая галерея», Тбилиси, 2001
19. «Еврейские темы в грузинской живописи», государственный Грузинский академический театр им. Шота Руставели, Тбилиси, 2006
20. Флорентийская Биеннале 2011 года